# Cyril Ngonge
Cyril Ngonge (* 26. Mai 2000 in Ukkel) ist ein belgischer Fußballspieler, der bei der SSC Neapel unter Vertrag steht und aktuell an den FC Turin ausgeliehen ist.

## Karriere

### Verein
Bis 2017 spielte Ngonge in der Jugendakademie vom FC Brügge. 2017 avancierte er in die zweite Mannschaft und nahm dort 2018 am Viareggio Cup in Italien als Gastmannschaft teil. In der Folgesaison kam er fünf Mal in der Youth League zum Einsatz. Außerdem gab er sein Profidebüt für den FC Brügge am 2. Dezember 2018 (17. Spieltag) beim 3:0 über Standard Lüttich, als er in der 20. Minute für den verletzten Emmanuel Dennis eingewechselt wurde. Außerdem sammelte er erste internationale Erfahrungen, als er gegen Atlético Madrid in der Champions League in der Startformatio stand. Im restlichen Saisonverlauf spielte er noch zweimal in der Division 1A und einmal in den Playoffs. In der Saison 2019/20 spielte er auf Leihbasis für Jong PSV. In der Spielzeit stand er für die U21 der Eindhovener 22 Mal auf dem Feld und schoss sieben Tore, wobei er zweimal im Kader der Profis stand. Nach seiner Rückkehr wurde er direkt in die Niederlande an die RKC Waalwijk verkauft. In der Eredivisie war er direkt Stammspieler und traf in seinem vierten Spiel das erste Mal. Insgesamt lief er 2020/21 20 Mal für den RKC auf und schoss dabei fünf Tore.
Nach nur einer Saison bei Waalwijk wechselte er im Sommer 2021 für 200 Tausend Euro zum Ligakonkurrenten FC Groningen. Sein Debüt für Groningen gab er am 15. August 2021 (1. Spieltag) bei einem 2:1-Auswärtssieg gegen den SC Cambuur in der Startelf. Am 28. August 2021 (3. Spieltag) schoss er 2:5-Niederlage gegen die PSV Eindhoven seine ersten beiden Tore für seine neue Mannschaft.
Im Januar 2023 wechselte er nach Italien zu Hellas Verona. Nach nur einem Jahr dort zog er im Januar 2024 weiter zur SSC Neapel.
Für die Saison 2025/26 wechselte Ngonge per Leihe mit Kaufoption zum FC Turin.

### Nationalmannschaft
Ngonge spielte insgesamt 19 Mal für belgische Jugendnationalmannschaften, dabei traf er einmal. Im Oktober 2024 debütierte Ngonge im Länderspiel gegen Italien für die belgische A-Nationalmannschaft.

## Titel
- Italienischer Meister: 2025 (SSC Neapel)

## Privates
Cyril Ngonge ist der Sohn des ehemaligen Premier-League-Spielers Michel Ngonge.